# V-4 (танк)
Straussler V-4 — угорський легкий амфібійний танк, розроблений Міклошом Штраусслером у міжвоєнні роки.

## Опис
Колісно-гусеничний танк є оригінальною, експериментальною розробкою Штрауслера. Усі колеса кріпляться на загальній рамі, що складається з кількох секцій (кожне колесо має свою незалежну підвіску). Напрямні та провідні колеса опущені на ґрунт для кращого зчеплення з опорною поверхнею. Є по два підтримувальні ролики на кожному борту. Бронювання варіюється від 23 мм (лобова частина) до 9 мм (корми). Озброєний 40-мм знаряддям 37M, двома кулеметами Gebauer. 6-циліндровий двигун Weiss Manfréd V-OHC потужністю 160 л.с. дозволяє розвивати швидкість до 32 км/год на ґрунті та до 45 км/год на шосе.